# Waterville (Ohio)
Pour les articles homonymes, voir Waterville.
Waterville est une ville américaine située dans le comté de Lucas, dans l'Ohio. Selon le recensement de 2010, sa population est de 5 523 habitants.